# سمكة وجه القرد شائكة الظهر
سمكة وجه القرد شائكة الظهر (الاسم العلمي: Cebidichthys violaceus) (بالإنجليزية:  Monkeyface prickleback)‏ والمعروفة أيضًا باسم أنقليس وجه القرد، هي نوع من أنواع الأسماك شائكة الظهر، وموطنها الأصلي هو ساحل المحيط الهادئ في أمريكا الشمالية. وعلى الرغم من أنه يطلق على هذه الأسماك اسم أنقليس بشكل شائع بسبب شكل جسمها، إلا أنها لا تنتمي لمجموعة الأسماك التي تنتمي لفصيلة أنقليس مع باقي مخلوقات الأنقليس الحقيقية، بل تنتمي لفصيلة فرخيات، جنبا إلى جنب مع ما يقارب نصف جميع الأسماك العظمية.

## علم البيئة
ينتشر تواجد هذه الأسماك من المناطق الجنوبية لولاية أوريغون وصولاً إلى المناطق الشمالية لولاية باها كاليفورنيا المكسيكية، أسماك وجه القرد شائكة الظهر هي أسماك من أنواع الأسماك الساحلية التي تعيش في مناطق المد والجزر الصخرية بالقرب من الشاطئ. وصف تشارلز جيرارد هذه الأسماك لأول مرة في عام 1854. تفرخ هذه الأسماك في قاع البحر وتظهر بعض السلوكيات التي تتعلق بحماية العش. تتغذى صغار أسماك وجه القرد شائكة الظهر على العوالق الحيوانية والقشريات، أما الأسماك البالغة تعتبر بشكل أساسي نوع من أنواع الحيوانات العاشبة، وتقوم بالتغذي على الطحالب الحمراء والخضراء. يقوم عدد بسيط من الحيوانات، بالإضافة لبني البشر، بافتراس الأسماك البالغة من هذا النوع، ولكن الأسماك الصغيرة معرضة للافتراس من قبل الطيور والأسماك الأخرى، مثل أسماك العشب الصخرية. يصل حجم هذه الأنواع من الأسماك إلى طول يبلغ حوالي 76 سنتيمتر (30 بوصة) كحد أقصى، وتعيش مدة حياة تصل إلى حوالي 18 سنة. أثقل سمكة وجه القرد شائكة الظهر التي تم توثيق وزنها حتى الآن؛ كان يزيد وزنها قليلاً عن 6 رطل (2.7 كـغ).

## الصيد

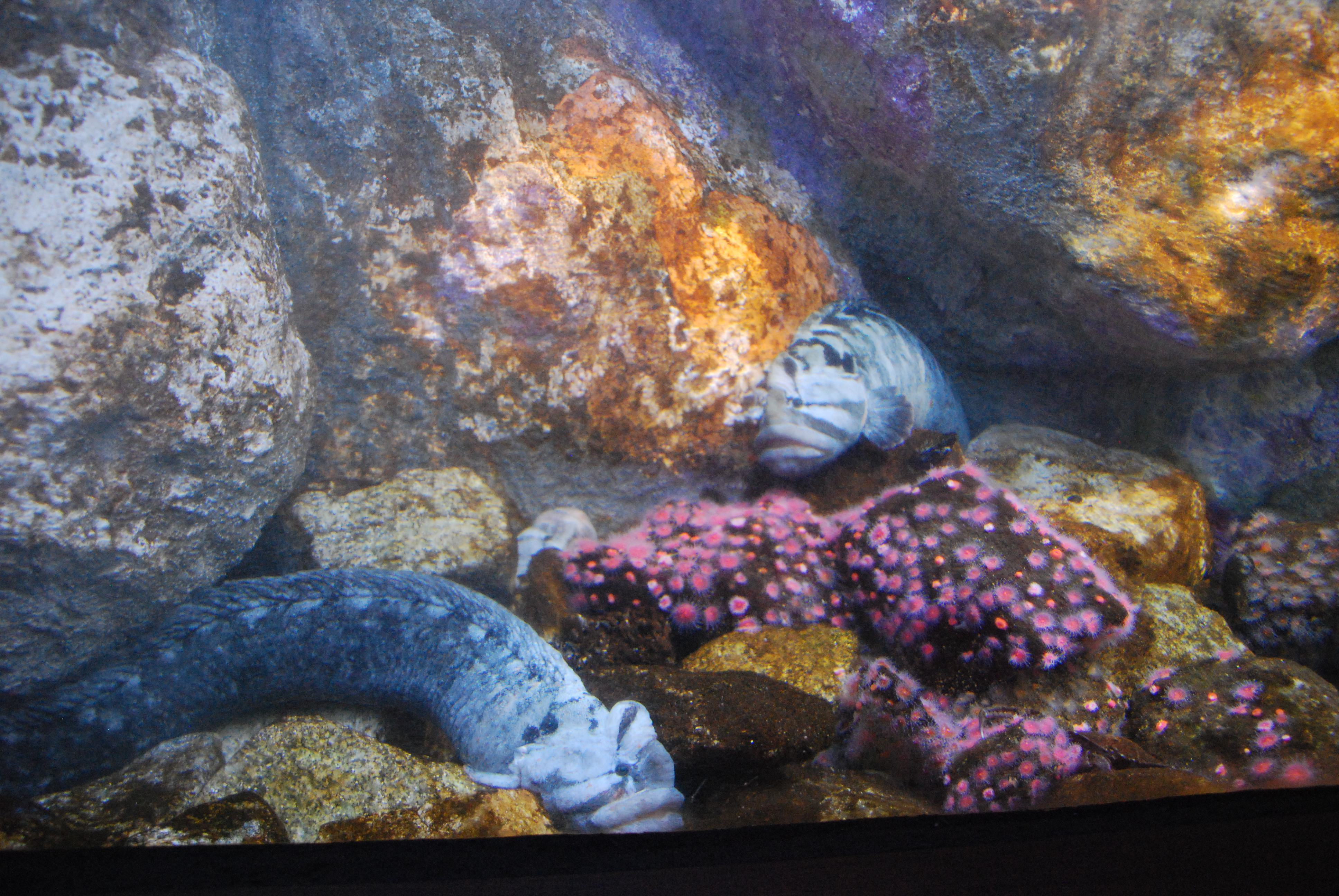
سمكتان من نوع أسماك وجه القرد شائكة الظهر، في أكاديمية كاليفورنيا للعلوم

يتم اصطياد أسماك وجه القرد شائكة الظهر من أجل أكلها؛ ويعتبر لحمها الأبيض طعام صالح للأكل، حيث تم إيجاد بقايا من هذه الأسماك في مجموعات من الميدين (Middens) التابعة لشعوب أمريكا الأصلية، وكان ذلك على طول ساحل كاليفورنيا. في العصر الحديث، كانت ولا تزال تعتبر هذه الأسماك دائمة الأهمية للصيد بين الصيادين الهواة. الطريقة الأكثر شيوعًا لاصطيادها هي طريقة «الاستدراج عن طريق الوخز»:وهي تقنية تتضمن قضيبًا طويلًا من الخيزران وخطافًا للصيد الذي يحوي طعم، ويعلق الخطاف في الشقوق المعروف عنها أنها أماكن اختباء هذا النوع من الأسماك.
في عام 2012، وبعد ازدياد شعبية أنقليس وجه القرد كطعام في المطاعم التي تتواجد في منطقة خليج سان فرانسيسكو؛ ازدادت المسمكة التجارية الصغيرة، وكان الدافع في الغالب هو الأماكن المحلية المهتمة في أنواع الأسماك التي تعتبر غير عادية وغريبة والتي يتم اصطيادها أقل من باقي الأسماك بشكل عام.

## روابط خارجية
- Monkeyface-ثعبان البحر [وصلة مكسورة] في خليج خليج مونتيري